# Radio Caritas AM 680
Radio Cáritas Universidad Católica - AM 680 es una emisora de propiedad de la Arquidiócesis de Asunción que usufructúa la Universidad Católica "Nuestra Señora de la Asunción". Fue fundada el 21 de noviembre de 1936 por el R.P. Luis Lavorel, OFM (Orden de Frailes Menores).
Su ininterrumpida actividad al servicio de la verdad la convierte en la emisora radial más antigua del Paraguay y la segunda radio católica del mundo, posicionándose detrás de Radio Vaticano (hoy Vatican News). 
Se identifica con la doctrina y el magisterio de la Iglesia católica y asume las orientaciones pastorales y las opciones de la Conferencia Episcopal Paraguaya (CEP), insertándose en la sociedad a la que sirve asumiendo su cultura y promoviéndola.
Radio Cáritas Universidad Católica quiere transmitir a su audiencia los siguientes valores: trayectoria, credibilidad, honestidad, objetividad y veracidad.

## Misión
Crear opinión pública ofreciendo criterios y forma pensamientos inspirados en el evangelio.

## Visión
Busca incidir en políticas públicas desde la autogestión radiofónica solidaria e integrada a la sociedad, incentivando el protagonismo de las mayorías a través de la mediación pedagógica comunicativa.

## Infraestructura
Está en el indicador AM 680 del dial, con una potencia en aumento de 10 kW. En Asunción se encuentran los estudios centrales, sito en el Parque Seminario, 1.er piso de Avenida Kubitschek n.º 661 y Azara del barrio Bernardino Caballero, y están dotados de sofisticados elementos de transmisión y de calidad de sonido. Posee un estudio de grabaciones digitales, el archivo más completo en cintoteca desde los inicios de la radio, oficinas administrativas, marketing, publicidad, galería San Francisco y el Auditorio P. Luis Lavorel.
En la ciudad de Ñemby a 20 km del estudio central, sobre la Avenida 9 de Agosto n.º 1153 esquina 2 de agosto del barrio Monte Alto se encuentra la moderna planta transmisora dotada con la más avanzada tecnología, lo cual posibilita una amplia cobertura dentro del territorio nacional.

## Multimedios Cáritas Universidad Católica
Cáritas UC se ajusta a las necesidades comunicacionales con el afán de construir una comunicación referencial a nivel eclesial, visualiza que las comunicaciones de la Iglesia son fluidas (la Conferencia Episcopal Paraguaya, la Arquidiócesis de la Santísima Asunción, la Universidad Católica, con la Radio, por su lado), lo que conlleva a proponer un centro informativo referencial de imagen y sonido, adecuados a lo que exige el mundo digital contemporáneo, con la emisión de señal óptima y dinámica tanto para los radiorreceptores, ordenadores, tabletas y/o teléfonos móviles.  

## FM Online
Con el genuino espíritu de Charitas de 1936, hoy Cáritas Universidad Católica acopla sus ideales en el formato de Radio FM, con música, cultura y evangelización las 24 horas On Line a través de plataformas de conexión vía internet, arrojándose en el portal web www.caritas.com.py, www.desdeparaguay.com www.desdeparaguay.com para que todo aquel que desea sintonizar lo pueda hacer sin mayores complicaciones. Iniciando su transmisión el 21 de setiembre de 2021.

## Diarium
Etimológicamente Charitas, tiene su origen latino que proviene de la caridad, y esto conllevó a la idea de crear un nuevo formato para las redes sociales con el nombre de Diarium, que busca replicar en una portada digital (en texto e imagen) diariamente las novedades más resaltantes de la Iglesia Católica del Paraguay desde el 13 de febrero de 2021.

## TV Cáritas UC
En el país actualmente se carece de espacio de televisión exclusivamente dedicado a promover programas audiovisuales que conjuguen la formación académica con los designios pastorales, la cual llevó a germinar a la idea de un canal de televisión propio de identidad católica. Inicia su transmisión en Twitch el 14 de junio de 2022 para replicarse posteriormente en la APP Cáritas y el Canal 26 de IPTV Copaco.

## APP Cáritas
Para condensar en una sola aplicación gratuita desde el sistema operativo Android, la señal de AM 680, FM OnLine, TV Cáritas UC, Diarium y mensajerías instantáneas se desarrolló y se puso en funcionamiento desde el 10 de noviembre de 2022.  
Desde la plataforma de Google Play que permite a las aplicaciones móviles para los dispositivos con sistema operativo Android, descargar: https://play.google.com/store/apps/details?id=caritas.uc&hl=es-419

## Redes Sociales
Facebook:
AM 680 = https://www.facebook.com/680CARITAS
FM Online = https://www.facebook.com/profile.php?id=100083550181472

X :
AM 680 = https://twitter.com/680CARITAS
FM Online = https://twitter.com/caritasfmonline

Instagram:
AM 680 = https://www.instagram.com/680caritas/
FM Online = https://www.instagram.com/fmcaritas/

Twitch:
FM Online = https://www.twitch.tv/caritasfm

TikTok:
AM 680 =  https://www.tiktok.com/tag/radiocaritas
AM 680 =  https://www.tiktok.com/tag/680caritas
FM Online =  https://www.tiktok.com/tag/caritasfm
WhatsApp:
AM 680 = - (+595 972) 680 680
FM Online = - (+595 986) 401 423

## Personal

### Directivos
- Prof. Abg. Raquel Vargas - directora general
- Prof. Abg. Pedro Portillo - director operativo

### Cargos administrativos
- Fernando Noé - administrador
- Diego Gutiérrez - tesorero
- Pedro Abdala - contabilidad

### Departamento de pastoral
- Pedro Kriskovich
- María Fe Serrati

### Departamento de publicidad
- Laura Cano - gerente de publicidad
- Alexis Ayala - cobrador
- Julio Martínez - asesor de ventas
- Juan Rojas - asesor de ventas

### Departamento técnico
- Alberto Caballero - jefe de operadores
- Gustavo Aguilera - técnico operador
- Hugo Jara - técnico operador
- Egidio Rivas - técnico operador
- Ángel Aquino - técnico operador

### Departamento de prensa
- Julio Quintana - jefe de prensa
- Ada Castro - producción turno mañana
- Carlos Peralta - conductor
- Carlos Martini - conductor
- Mauricio Lejarraga - productor turno tarde
- María Cristina Sanabria - conductora
- Gabriel Cazenave - conductor
- Cielo Medina - edición
- Emilio Piñánez - conductor y redacción

### Departamento Deportivo
- Cristóbal Nicolás Ledesma - relator
- Juan Aguilera - relator
- Alcides Valentín Báez - coordinación general y comentarista
- Darío Abelardo Cárdenas - comentarista
- Rogelio Delgado - comentarista
- Adán Alexis Ayala - campo de juego
- Bruno Torales - campo de juego
- Emilio Gaona - estudios centrales

### Cronistas por área
- Diego Encina - varios
- José Antonio Rodríguez - congreso nacional
- Fernando Riquelme - varios

## Alianzas institucionales
- Radio Nacional de España
- Familia Mundial de Radio María
- Radio Nederland Wereldomroep
- Radio France Internationale
- ALER
- Red Nacional de Emisoras del Paraguay
- Vatican News